# (52388) 1993 PV4
Az (52388) 1993 PV4 a Naprendszer kisbolygóövében található aszteroida. Eric Walter Elst fedezte fel 1993. augusztus 15-én.